# Miki Koyama

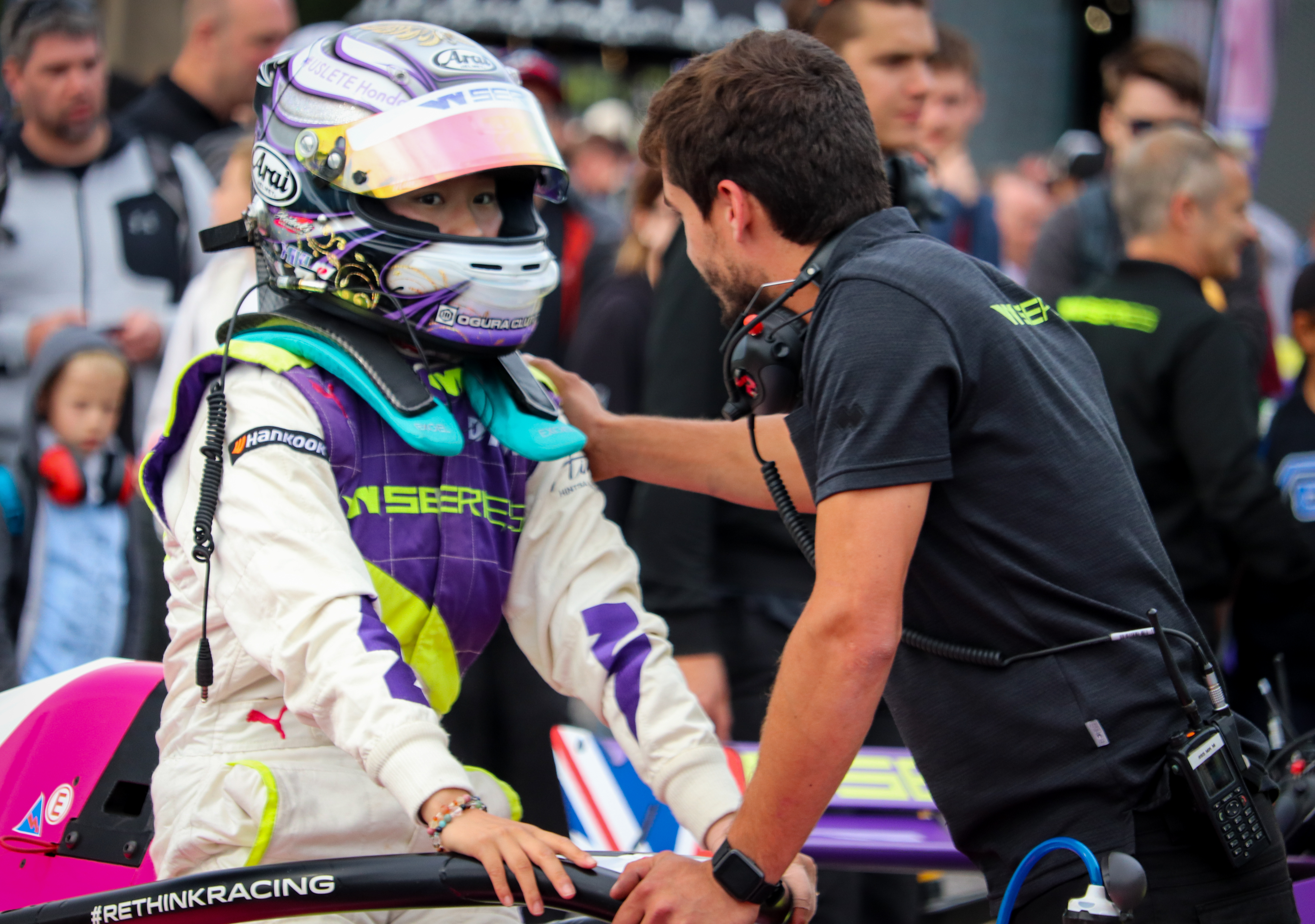
Miki Koyama in 2019

Miki Koyama (Japans: 小山 美姫, Koyama Miki) (Yokohama, 5 september 1997) is een Japans autocoureur.

## Carrière
Koyama begon haar autosportcarrière in het karting. Hierna volgde zij de Formula Toyota Racing School. In 2015 debuteerde zij in het formuleracing, waarin zij in het Japanse Formule 4-kampioenschap tijdens de laatste twee raceweekenden van het seizoen uitkwam voor het team MiNami aoYama with SARD. Vanwege haar geringe ervaring kwam zij niet verder dan de 26e plaats in een aantal races, waardoor zij puntloos vijftigste werd in de eindstand. In 2016 reed zij in de Japanse Formule 4 in het eerste raceweekend op het Okayama International Circuit voor het team MiNami aoYama Project en in het laatste raceweekend op de Twin Ring Motegi voor het team Saitama Toyopet GreenBrave. Zij behaalde haar beste resultaat in de tweede race op Okayama, waarin zij elfde werd. Zonder punten werd zij 32e in het kampioenschap.
In 2017 maakte Koayama fulltime haar Formule 4-debuut in Japan, ditmaal bij het team Leprix Sport. Zij kende een teleurstellend seizoen, waarin een achttiende plaats op Autopolis haar beste race-uitslag was. Zonder punten te scoren werd zij 34e in het klassement. In 2018 stapte zij binnen de klasse over naar het team Field Motorsports. Zij scoorde uiteindelijk haar eerste punten met een zevende plaats op de Fuji Speedway, een circuit waar zij later in het seizoen nog twee negende plaatsen behaalde. Met 10 punten werd zij vijftiende in de eindstand.
In 2019 begon Koyama het seizoen in het winterkampioenschap van het Aziatische Formule 3-kampioenschap, waarin zij tijdens het laatste raceweekend op het Sepang International Circuit als gastrijder uitkwam voor het B-Max Racing Team. Haar beste resultaat in deze drie races was een tiende plaats. Aansluitend kwam zij ook uit tijdens het tweede raceweekend van het hoofdkampioenschap van deze klasse op het Chang International Circuit voor B-Max, waarin een achtste plaats haar beste resultaat was. Ook keerde zij terug in de Japanse Formule 4 bij het team Honda Formula Dream Project, maar miste ze de eerste twee raceweekenden vanwege verplichtingen in andere kampioenschappen. Aansluitend werd Koyama geselecteerd als een van de achttien coureurs in het eerste seizoen van de W Series, een kampioenschap waar enkel vrouwen aan deelnemen.